# Dead Can Dance
Pour les articles homonymes, voir DCD.
Dead Can Dance /dɛd kʰən dæns/ est un groupe musical britannico-australien, originaire de Melbourne, en Australie. Il est composé essentiellement du baryton Brendan Perry et de la contralto Lisa Gerrard. Formé en 1981, le groupe se sépare en 1998 mais se reforme en 2005 pour une tournée puis à partir de 2012 pour deux albums suivis chacun d'une tournée mondiale.
Dead Can Dance a été l'un des fers de lance du label discographique indépendant britannique 4AD, avec d'autres groupes tels que Bauhaus, Cocteau Twins, Pixies ou Throwing Muses. Certains membres de ces groupes se sont d'ailleurs retrouvés sous la bannière « This Mortal Coil » pour trois albums, ce nom ne représentant nullement un groupe mais plutôt le nom du projet, sur 4AD.
Brendan Perry et Lisa Gerrard ont développé leur propre univers, évoluant de la cold wave originelle vers des musiques d'inspiration liturgiques et médiévales aux sonorités incantatoires voire magiques, puis à des emprunts de plus en plus fréquents aux musiques traditionnelles nord-africaine, sud-américaine ou asiatique.

## Signification du nom
« Dead Can Dance » signifie en anglais « Les morts peuvent danser », ou « Ce qui est mort peut danser ». Questionnés à propos de la signification du nom de leur groupe, Brendan Perry et Lisa Gerrard répondent : « La pochette [du premier] album, un masque rituel de Nouvelle-Guinée, essayait de proposer une réinterprétation visuelle du nom Dead Can Dance. Le masque, bien qu'ayant été auparavant une partie vivante d'un arbre, est mort ; cependant, grâce à l'art de son créateur, il a été imprégné d'une force de vie qui lui est propre. Pour comprendre pourquoi nous avons choisi ce nom, pensez à la transformation de l'inanimé à l'animé. Pensez aux processus qui concernent la vie à partir de la mort et la mort vers la vie. Beaucoup de gens passent à côté du symbolisme qu'il renferme, et pensent que nous devons être “des représentants typiques du gothique morbide”, erreur que nous avons déplorée et déplorons toujours. »

## Histoire

### Formation et débuts (1981–1984)

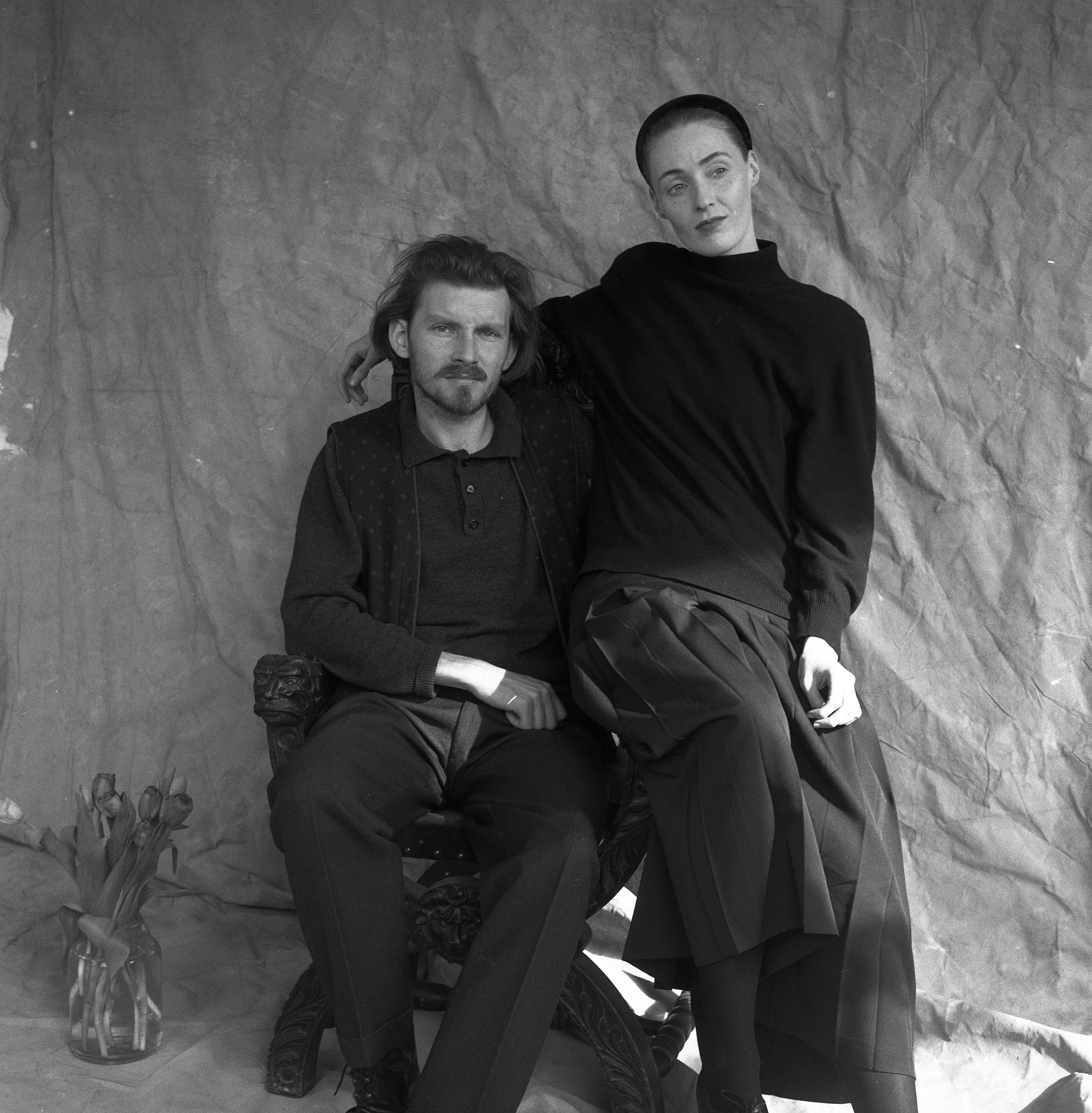
Brendan Perry et Lisa Gerrard en 1989.

En 1981 à Melbourne, Brendan Perry forme Dead Can Dance avec Simon Monroe (batterie) et Paul Erikson (basse), rapidement rejoints par Lisa Gerrard (yangqin) que Brendan a rencontrée alors qu'ils se produisaient tous les deux dans des clubs locaux. Le nom du groupe évoque un masque aborigène, apparemment macabre mais qui devait symboliser la capacité des choses « inanimées » à devenir animées (comme les instruments de musique par exemple),. En 1982, le groupe déménage à Londres, qui lui paraît plus propice à l'ambition de jouer une musique non conventionnelle. Simon Monroe étant resté en Australie, le trio recrute le batteur Peter Ulrich, qui habite le même lotissement dans l'East End londonien, et c'est avec lui qu'ils enregistrent des démos qu'ils envoient à des maisons de disques. La première année est très difficile pour les musiciens, qui vivent d'allocations-chômage.
En 1983, Paul Erikson est remplacé à la basse par Scott Rodger. Le groupe est augmenté dans la même année de James Pinker aux percussions, mais il apparaît clairement que Brendan Perry et Lisa Gerrard sont au cœur du processus de création musicale. Les démos ayant intéressé Ivo Watts-Russell du label 4AD, Dead Can Dance se voit offrir l'occasion de faire deux fois la première partie du groupe Xmal Deutschland en juin et juillet 1983. Les prestations de Dead Can Dance sont convaincantes ; Ivo Watts Russell signe le groupe et lui permet d'entrer en studio pour enregistrer en septembre. En novembre, Dead Can Dance assure la première partie de Cocteau Twins sur une tournée de sept dates, puis enregistre une session à la BBC pour John Peel.
Le premier album Dead Can Dance, sort en février 1984,. Il marie les influences rock de Brendan Perry avec celles, plus mystiques et classiques, de Lisa Gerrard. Ainsi se côtoient morceaux cold wave à la basse doucereuse (A Passage in Time) avec Brendan Perry au chant, et d'autres plus enlevés et éthérés comme Ocean ou Musica Eternal. C'est aussi l'apparition de percussions, chose assez inhabituelle dans le paysage sonore de l'époque et qui ajoute à l'ambiance cérémonielle de l'album.

### Investissements (1985–1997)
Les premières rentrées financières permettent à Brendan Perry de faire l'acquisition d'un synthétiseur-échantillonneur et d'une boîte à rythmes. Il se lance immédiatement dans la composition de morceaux avec des sons de cuivres, de cordes et des percussions d'orchestre. Ivo Watts-Russell leur alloue également plus de temps de studio, et les confie aux bons soins d'un nouveau producteur, John A. Rivers.
Leur deuxième album, Spleen and Ideal est une référence aux poètes et symbolistes du XIXe siècle, en particulier à Charles Baudelaire, dont le recueil Les Fleurs du mal comporte une section intitulée Spleen et idéal. L'ambiance générale est plus intimiste, plus sombre, l'instrumentation rock laisse place aux partitions classiques (violon, violoncelle, timbales). La voix de Lisa Gerrard est plus travaillée et plus en avant. La tournée étonne le public, peu habitué à ces ambiances mystiques et magiques, qui tranchent avec la new wave de l'époque, ou avec les atmosphères de concerts gothiques.
Dead Can Dance développent encore cette thématique de musique éthérée avec Within the Realm of a Dying Sun. Cet album navigue entre morceaux mystiques comme Anywhere Out of the World et atmosphériques (Summoming of the Muse). Puis, avec The Serpent's Egg, leur quatrième album, ils multiplient les influences et les mélanges. L'émergence du style médiéval se fait sentir dans Orbis de Ignis ou Chant of the Paladin et la musique religieuse baroque dans Ulysses ou Severance. Aion continue dans cette voie baroque, et joue dans le registre de la musique liturgique de la Renaissance.
Dead Can Dance poursuivra ses explorations musicales avec Into the Labyrinth et Spiritchaser, plus influencés par les musiques du monde et les percussions tribales. Parallèlement et ultérieurement, ils poursuivront chacun une carrière solo et multiplieront les collaborations : Denez Prigent, CoEx, Elijah's Mantle, Pieter Bourke, Hans Zimmer, Piano Magic, etc.

### Séparation et retours

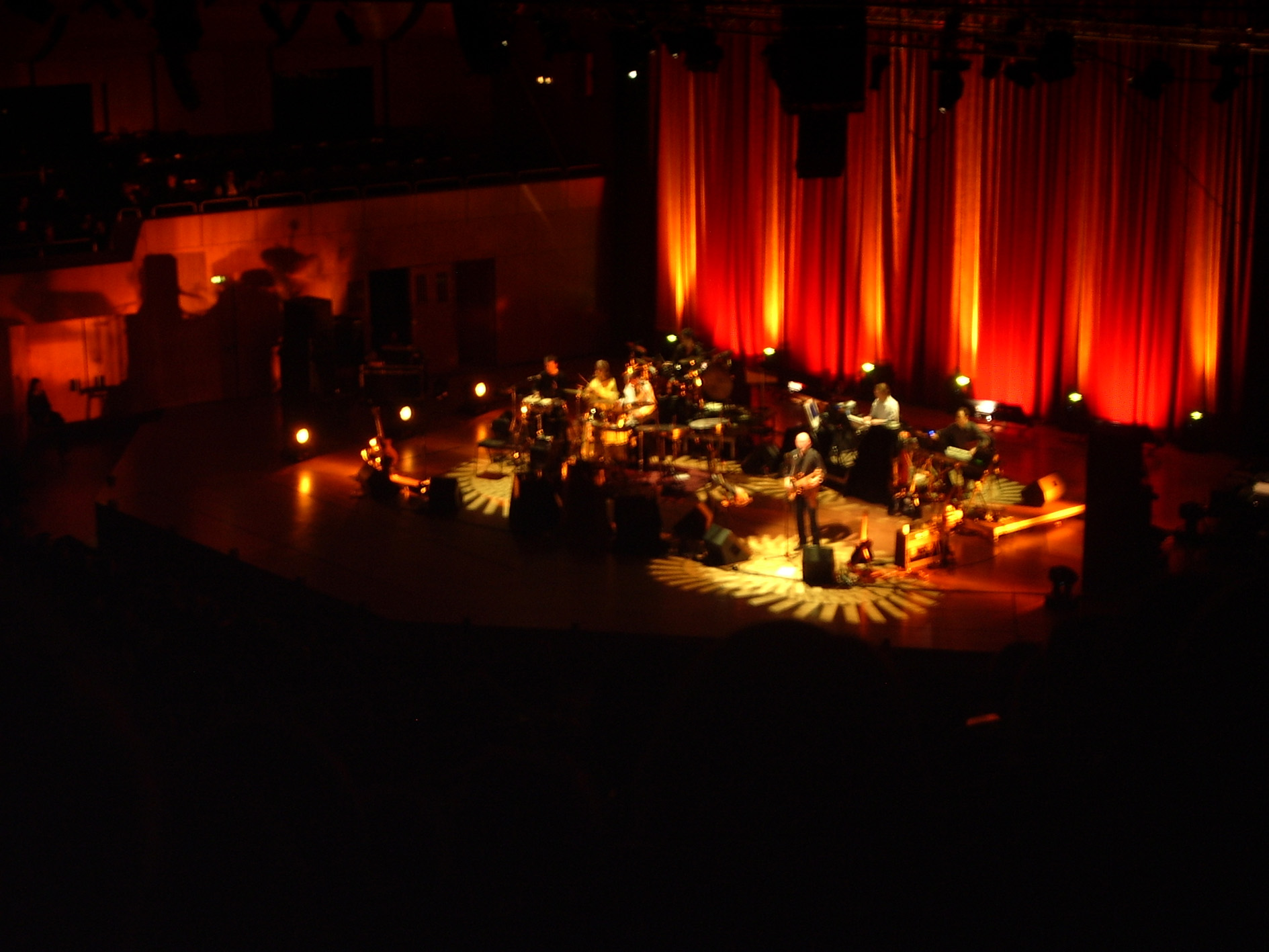
Concert de Dead Can Dance à Munich en 2005.

C'est en 1998, en pleine préparation de leur nouvel album, que le groupe décide de se séparer pour divergences artistiques. Seul un titre restera de ses sessions : The Lotus Eaters présent sur l'anthologie Dead Can Dance 1981-1998 (sortie en 2001), ainsi que la compilation Wake (sortie en 2003).
Lisa Gerrard développe sa propre mélopée aux accents mélancoliques, et est internationalement reconnue depuis sa participation à nombre de bandes originales de films de qualité (Heat, 1995 ; Nadro, avec Pieter Bourke, 1998 ; The Insider, avec Pieter Bourke, 1999 ; Gladiator, avec Hans Zimmer, 2000 ; Ali, avec Pieter Bourke, 2001 ; Mission Impossible II (participation), 2001 ; La Chute du faucon noir, avec Hans Zimmer, 2002 ; Whale Rider, 2002 ; Tears of the Sun, avec Hans Zimmer, 2003 ; et bien d'autres participations…) Son langage construit de toutes pièces comme un espéranto des musiques du monde. Brendan Perry écrit plus modestement Eye of the Hunter en 1999, puis Ark en 2010 et collabore aux projets sus-cités. 2005 marque la reformation du groupe avec une tournée d'adieu européenne et nord-américaine. L'occasion de découvrir de nouvelles compositions telles que Saffron ou  Hymn for the Fallen. Cette tournée fera l'objet de la sortie de la plupart des concerts en double album en tirage limité.
En 2008, dix ans après leur séparation, a lieu la réédition et remastérisation de tous les albums officiels sortis chez 4AD. Dans un premier temps, en juin 2008, sort la collection Audiophile Édition, éditée au Japon par Warner Music Group en association avec 4AD, à quelques milliers d'exemplaires (6 000 pour les albums, 3 000 pour Garden of the Arcane Delights), proposant dans un format SACD luxueux chaque album dans son format d'origine et dans une pochette cartonnée réplique du vinyle 33 tours. La liste des morceaux de chaque album respecte celle des originaux. C'est ainsi que Garden of the Arcane Delights fait l'objet d'une sortie séparée, et qu'Into the Labyrinth inclut les titres Spirit et Bird, la compilation A Passage in Time n'étant pas rééditée. En novembre 2008, les albums remastérisés sortent au format CD en boîtier Super Jewel Case. La liste des morceaux, cette fois-ci, est la même que pour la sortie au format CD d'origine. La remastérisation est effectuée par le célèbre studio Mobile Fidelity Sound Lab.
Cette même année, le label Vinyl 180 entame une réédition de luxe au format vinyle. Les premières sorties sont Dead Can Dance et Spleen and Ideal. Le 25 juillet 2011, Brendan Perry annonce sur le site officiel la reformation du groupe avec Lisa Gerrard pour un nouvel album paru en août 2012, Anastasis, et une tournée mondiale la même année. Le 22 avril 2013, paraît In Concert, un double album enregistré pendant la tournée de l'année précédente : composé de 16 titres, il reprend les huit titres de l'album Anastasis, le chant traditionnel arabe Lamma Bada, une reprise de Song to the Siren de Tim Buckley, et six autres titres issus d'albums plus anciens du groupe.
Le 7 novembre 2016 est dévoilée la vidéo officielle accompagnant un titre inédit, Eleusis, que le groupe compose et offre à la ville grecque éponyme dans le cadre de sa candidature au titre de capitale européenne de la culture pour 2021.

## Sujet de roman
Le roman La mort peut danser de Jean-Marc Ligny paru en 1994 et réédité en 1999 est librement inspiré de l'imaginaire musical de Dead Can Dance ainsi que de la vie des artistes du groupe ; les héros du roman, Bran Parrish et Alyz Gerrald, font référence de façon transparente à Brendan Perry et Lisa Gerrard. Lisa Gerrard a d'ailleurs officiellement dédicacé le roman. Le roman raconte la vie du groupe de rock La mort peut danser dont la chanteuse, Alyz, semble en proie à des crises psychiques au cours desquelles elle interprète des mélopées aussi troublantes qu'inspirées. Les chants d'Alyz renvoient à ceux de la dernière barde irlandaise morte sur le bûcher des sorcières au Moyen Âge (Forgaill), et qui semble la hanter.
Le roman La Digitale d'Alfred Boudry (actusf, 2010) présente lui aussi un groupe de musique inspiré de Dead Can Dance, appelé A.Ph.Rod.IT, acronyme des noms de ses trois membres : Alec Philbin, Rodney Lovegrove et Isobel Trax. La base de l'intrigue est inspirée à l'auteur alors qu'il assistait à un concert de Dead Can Dance en 1989.

## Discographie

### Albums studio
- 1984 : Dead Can Dance (4AD)
- 1985 : Spleen and Ideal (4AD)
- 1987 : Within the Realm of a Dying Sun (4AD)
- 1988 : The Serpent's Egg (4AD)
- 1990 : Aion (4AD)
- 1993 : Into the Labyrinth (4AD)
- 1994 : Toward the Within (4AD)
- 1996 : Spiritchaser (4AD)
- 2012 : Anastasis (PIAS)
- 2013 : In Concert (album live, PIAS)
- 2018 : Dionysus (PIAS)

### EP
- 1984 : Garden of the Arcane Delights (maxi 4 titres, 4AD) : les 4 titres sont incorporés à la version CD de l'album Dead Can Dance
- 19.11.83 ( Instrumental - Labour of Love - Ocean - Threshold) (Peel Sessions)
- 2.6.84 (Flowers Of The Sea - Penumbra - Panacea - Carnival of Light) (Peel Sessions)

### Compilations
- 1991 : A Passage in Time (compilation, 4AD)
- 2001 : 1981-1998 (coffret, 4AD)
- 2003 : Wake (compilation, 4AD)
- 2005 : Memento (compilation, Rhino)

### Collaborations
- 1984 : It'll End in Tears (album du collectif This Mortal Coil, 4AD)
- 1987 : Lonely Is an Eyesore (Compilation 4AD, 4AD)
- 1992 : Baraka (bande originale, Milan)
- 1992 : Sahara Blue (album d'Hector Zazou)

## Clips et filmographie
- Toward the Within, 1994 (live filmé et enregistré à Santa Monica, en Californie)[16].
- El niño de la luna (L'Enfant de la Lune), film fantastique réalisé par Agustí Villaronga, présenté au Festival de Cannes en 1989 mettant en scène Lisa Gerrard dans le premier rôle et accompagné de musiques inédites de Dead Can Dance. Le tournage semble avoir été une expérience traumatisante pour Lisa Gerrard.[réf. souhaitée]